# Bad Street Brawler
Bad Street Brawler is een videospel voor het Nintendo Entertainment System, de Commodore 64, MS-DOS en de Amiga. Het spel, ontwikkeld door de Australische studio Beam Software, werd uitgebracht in 1987. Bij het spel moet er op straat gelopen worden en gevochten worden. Aan het begin van het spel kan men alleen trappen en stompen, maar later komen er ook andere moves beschikbaar.

## Ontvangst
| Beoordeeld door         | Platform | Datum             | Score |
| ----------------------- | -------- | ----------------- | ----- |
| GamersHell.com          | DOS      | 16 september 2000 | 70%   |
| Game Freaks 365         | NES      | 2005              | 56%   |
| Nintendo Power Magazine | NES      | september 1989    | 50%   |
| Just Games Retro        | NES      | 15 oktober 2006   | 9%    |